# Гаві (Гаваї)
Гаві (англ. Hawi) — переписна місцевість (CDP) в США, в окрузі Гаваї штату Гаваї. Населення — 2268 осіб (2020).

## Географія
Гаві розташоване за координатами 20°14′21″ пн. ш. 155°49′50″ зх. д. / 20.23917° пн. ш. 155.83056° зх. д. (20.239039, -155.830547).  За даними Бюро перепису населення США в 2010 році переписна місцевість мала площу 3,07 км², з яких 3,06 км² — суходіл та 0,01 км² — водойми.

## Демографія
Згідно з переписом 2010 року, у переписній місцевості мешкала 1081 особа в 337 домогосподарствах у складі 263 родин. Густота населення становила 353 особи/км².  Було 371 помешкання (121/км²).
Расовий склад населення:
| - 22,6 % — білих - 18,8 % — азіатів - 12,1 % — вихідців з тихоокеанських островів - 0,3 % — корінних американців - 0,1 % — чорних або афроамериканців - 1,7 % — осіб інших рас |

До двох чи більше рас належало 44,5 %. Частка іспаномовних становила 17,9 % від усіх жителів.
За віковим діапазоном населення розподілялося таким чином: 25,3 % — особи молодші 18 років, 60,5 % — особи у віці 18—64 років, 14,2 % — особи у віці 65 років та старші. Медіана віку мешканця становила 37,2 року. На 100 осіб жіночої статі у переписній місцевості припадало 103,6 чоловіків;  на 100 жінок у віці від 18 років та старших — 90,1 чоловіків також старших 18 років.
Середній дохід на одне домашнє господарство  становив 80 892 долари США (медіана — 63 354), а середній дохід на одну сім'ю — 83 579 доларів (медіана — 64 301). Медіана доходів становила 34 583 долари для чоловіків та 27 391 долар для жінок. За межею бідності перебувало 18,1 % осіб, у тому числі 43,0 % дітей у віці до 18 років та 6,6 % осіб у віці 65 років та старших.
Цивільне працевлаштоване населення становило 639 осіб. Основні галузі зайнятості: мистецтво, розваги та відпочинок — 48,7 %, роздрібна торгівля — 15,6 %, освіта, охорона здоров'я та соціальна допомога — 5,9 %, сільське господарство, лісництво, риболовля — 5,8 %.